# Марзиљио (Верона)
Марзиљио је насеље у Италији у округу Верона, региону Венето.
Према процени из 2011. у насељу је живело 15 становника. Насеље се налази на надморској висини од 392 м.